# Cinema da Armênia

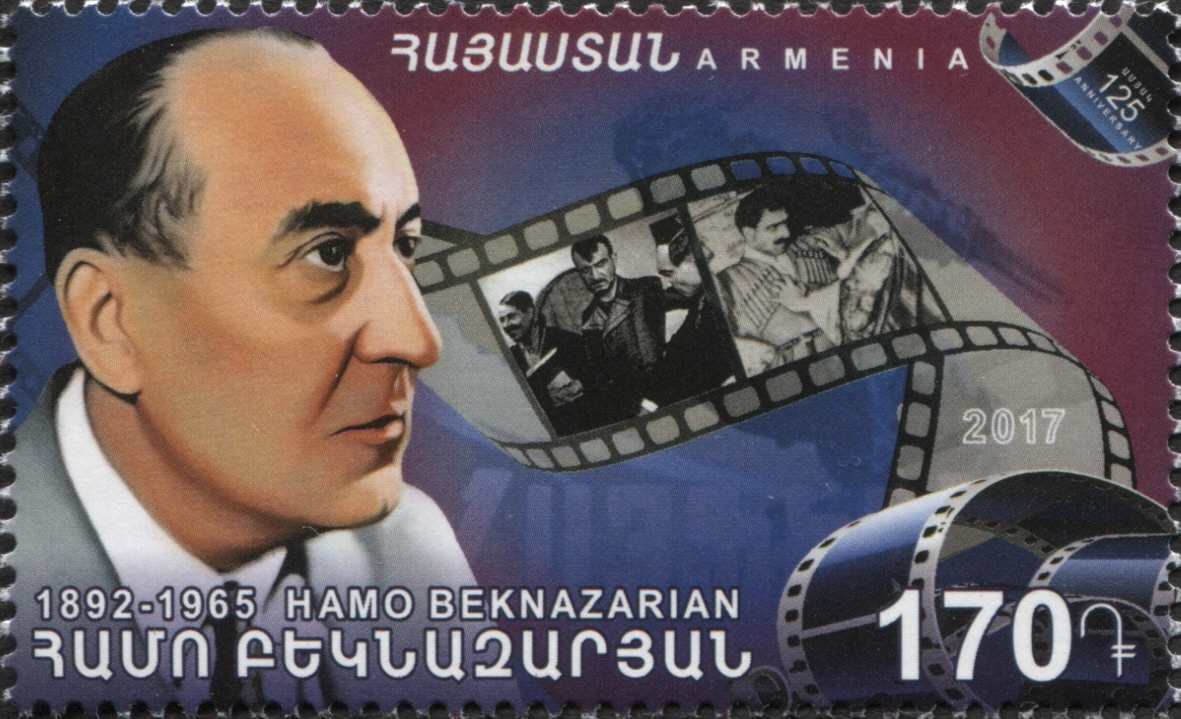
Selo armeno de 2017 em homenagem ao diretor Hamo Beknazarian

O cinema armênio nasceu em 16 de abril de 1923, quando da instituição por decreto governamental do Comitê Estatal Armênio de Cinema.
Em março de 1924, o primeiro estúdio de cinema armênio: Armenfilm (em armênio: Հայֆիլմ) , Haykino  (Hayastan + "kino", mais conhecido pelo nome russo Armenkino) foi fundado em Ierevan, estreando com Armênia Soviética (1924) o primeiro documentário armênio.
Namus foi o primeiro filme mudo e preto e branco armênio, dirigido por Hamo Beknazarian e baseado em uma peça de Alexander Shirvanzade que descreve o controverso destino de dois amantes que foram prometidos por suas famílias desde a infância, mas por causa de violações do namus (uma tradição de honra), a garota foi casado pelo seu pai com um outro homem. Em 2006, o filme foi restaurado, digitalizado e dublado em francês.
O primeiro filme sonoro, Pepo foi produzido em 1935, pelo diretor Hamo Beknazarian.
Alguns diretores modernos:
- Sergei Parajanov
- Mikhail Vartanov
- Artavazd Peleshian